# Голланівка
Голланівка (Галанівка, стара назва Василівське (Васильевка) — село в складі села Підопригори в Україні на  Слобожанщині, у Лебединській міській громаді Сумського району Сумської області. До 2020 орган місцевого самоврядування — Підопригорівська сільська рада.

## Історія
- В 1730 році була заснована Георгіївська церква в селі Галанівка, вона же село Василівське (Васильевка). [1]

- За даними на 1864 рік в казенній слободі Галанівка Лебединського повіту Харківської губернії, мешкало 559 осіб (262 чоловічої статі та 297 — жіночої), налічувалось 37 дворових господарств[2].

- В 1875 році, була збудована нова дерев'яна Георгіївська церква, також вказано що в селі Галанівка, але стара назва села Василівське вже не згадується. [1]

- Відповідно до Розпорядження Кабінету Міністрів України від 12 червня 2020 року № 723-р «Про визначення адміністративних центрів та затвердження територій територіальних громад Сумської області» увійшло до складу Лебединської міської громади.[3]

- Після ліквідації Лебединського району 19 липня 2020 року хутір увійшов до Сумського району[4].